# جوجه‌اردک زشت (فیلم ۱۹۳۹)
جوجه‌اردک زشت (انگلیسی: The Ugly Duckling) یک فیلم کوتاه پویانمایی از مجموعه انیمیشن های سمفونی احمقانه به کارگردانی جک کاتینگ ، بر اساس داستان جوجه‌اردک زشت اثر هانس کریستین اندرسون است که در سال ۱۹۳۹ منتشر شد.